# هنادي يودوفنكو

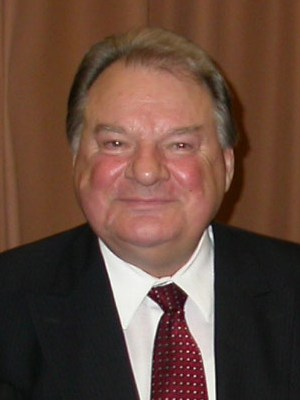
هنادي يودوفنكو

هنادي يودوفنكو، (بالإنجليزية: Hennadiy Udovenko)‏، (الأوكرانية: Геннадій Йосипович Удовенко). ولد في 22 يونيو 1931 وتوفي في 12 فبراير 2013 عن عمر يناهز (81 سنة) ، وهو سياسي وأوكراني دبلوماسي. كان وزير خارجية أوكرانيا من 1994 إلى 1998. وكان رئيس الجمعية العامة للأمم المتحدة (1997-1998). وكان في البرلمان الأوكراني (البرلمان الأوكراني) من 1998 إلى 2007.

## النشأة
بدأ أودوفينكو مسيرته المهنية في عام 1952 كوزير للوزير وسكرتير لمجلس إدارة وزارة صناعة مواد البناء في الجمهورية الاشتراكية السوفياتية الأوكرانية. من 1955 إلى 1958 ، كان رئيس المزرعة الجماعية في قرية Domantivka من منطقة Skvyra في منطقة كييف.

## الحياة الدبلوماسية
دخل أودوفينكو الخدمة الدبلوماسية في عام 1959 كسكرتير أول ومستشار في إدارة المنظمات الاقتصادية الدولية التابعة لوزارة الخارجية في الجمهورية الاشتراكية السوفياتية الأوكرانية. في 1965-1971 ، عمل في مكتب الأمم المتحدة في جنيف، سويسرا. بين 1971 و1977 ، كان على التوالي رئيس قسم شؤون الموظفين ورئيس إدارة المنظمات الاقتصادية الدولية التابعة لوزارة الشؤون الخارجية في جمهورية أوكرانيا الاشتراكية السوفياتية.
ومن عام 1977 إلى عام 1980، كان مدير شعبة الترجمة الشفوية والاجتماعات في إدارة خدمات المؤتمرات بمكتب الأمم المتحدة في مدينة نيويورك.
وفي الفترة 1980-1985 ، شغل منصب نائب وزير الشؤون الخارجية في الجمهورية الاشتراكية السوفياتية الأوكرانية، وتم تعيينه بدرجة سفير فوق العادة ومفوض في يناير 1985.
ومن شباط / فبراير 1985 إلى آذار / مارس 1992 ، كان الممثل الدائم لأوكرانيا لدى الأمم المتحدة ونائب رئيس لجنة الأمم المتحدة الخاصة لمناهضة الفصل العنصري. 1989-1991 - نائب رئيس المجلس الاقتصادي والاجتماعي التابع للأمم المتحدة. في نفس الوقت، في 1991-1992 ، كان نائب وزير الخارجية الأوكراني. في 1992-1994 ، شغل منصب سفير أوكرانيا في بولندا.
من عام 1994 حتى عام 1998 ، شغل منصب وزير الشؤون الخارجية في أوكرانيا وعضو في مجلس الأمن القومي والدفاع في أوكرانيا. في سبتمبر 1997 ، تم انتخابه رئيساً للدورة الثانية والخمسين للجمعية العامة للأمم المتحدة لمدة عام، واستمر في منصبه كرئيس لدورة الطوارئ الخاصة العاشرة والدورة العشرين الخاصة للجمعية العامة للأمم المتحدة.

## روابط خارجية
- هنادي يودوفنكو على موقع مونزينجر (الألمانية)